# ブレソール (小惑星)
ブレソール (1211 Bressole) は小惑星帯の小惑星である。ルイ・ボワイエがアルジェで発見した。
ボワイエの甥に因んで名付けられた。
2009年4月に岡山県で掩蔽が観測された。